# 吴晓华 (1965年)
吴晓华（1965年8月—），男，汉族，安徽肥东人，中华人民共和国政治人物。现任河北省人大常委会副主任，中共衡水市委书记，衡水军分区党委第一书记。